# Zeus of Finland
Zeus of Finland är en isbrytande bogserbåt och ankarhanteringsfartyg, som seglar under cypriotisk flagg för finländska Alfons Håkans Oy Ab. Hon byggdes 1995 av Sigbjørn Iversen Mekaniske Verksted (Simek AS) i Flekkefjord i Norge.